# Интернирање грађана Краљевине Србије у заробљеничке логоре током Великог рата
Интернирање грађана Краљевине Србије у заробљеничке логоре током Великог рата био је вишегодишњи процес који су спроводиле окупационе снаге на привремено запоседнутој територији са циљем да одвоје бар један део становништва Србије и присили их на живот у нехуманим условима хиљадама километара далеко од домовине у Аустроугарској, Немачкој, Бугарској и Турској.

## Историја интернирања
Прве логоре у ратне сврхе користиле су Американци у грађанском рату (1861—1865), Шпанци на Куби током њене колонизације (1895), потом Британци у англо-бурском рату (1899—1902) у јужној Африци и Немци приликом гушења устанка у Намибији (1904).
Међутим Аустроугарска царевина је током Првог светског рата, као нико тако пре тога, масовно користила логоре за своје ратне циљеве по чему је предњачила у односу на друге Централне силе. Логоре је оснивала посебно за сваку нацију: Србе, Русе, Италијане, Румуне, Французе, Британце. То су касније радиле и Немачка и Бугарска, а један број логораша пребацивали су и у Италију на принудни рад и Турску.
Када је реч о цивилним заробљеницима не треба заборавити и Србе, исељенике из Аустроугарске монархије у прекоокеанске земље. У овим земљама они су третирани као непријатељи и интернирани су у логоре у Канади и Аустралији као „унутрашњи непријатељи”  (enemy alien), као држављани или лица пореклом из непријатељске земље.
У начелу интернирање је било у одвојене логоре за војне и цивилне заробљенике и избеглице, мада је раздвајање вршено и по држављанству. Током рата долазило је и до честих премештања интернираца тако да су се нпр. 1918. године у истом логору затекле све три категорије као и заробљеници различитих нација.

Поред премештања узрокованих оснивањем нових логора и порастом броја интернираних отварање нових фронтова утицало је такође на премештања из логора ближе у пределе удаљеније од линије фронта.
Преласком аустроугарских трупа 12. августа 1914. године на територију Краљевине Србије и отпочиње оружани сукоб на хиљаде војника обе зараћене стране пада већ у току лета у заробљеништво. У случају Срба, поред заробљених војника било је и пуно цивилних заробљеника, међу којима су први на удару били становници из Мачве, Подриња и Јадра. На хиљаде њих умрло је у прва три месеца, а многи већ у првим данима у току транспорта.
А на путу до логора цивилни заробљеници су масовно страдали.
| „ | Умиру од исцрпљености, болести и хладноће и остаје често непознато и где су умрли и где сахрањени. Жене, деца и старци, покупљени у јеку борби, неадекватно обучени за дуги пут и зиму која их је дочекала, исцрпљени већ ратном глађу, пристизали су у места предвиђена за концентрацију заробљеника која још нису располагала са смештајем. | ” |

Са почетком нових сукоба и након окупације од јесени 1915. године, дошло је до нове масовне депортације становништва Србије ( Срба, Јевреја, Рома и других нација Краљевине) Из извештаја Краљевско-царског Војног гувермана у Београду сазнаје се да је само у периоду од 30. августа до 10. новембра 1916. године... 
| „ | ...са подручја Београда, Крушевца и Крагујевца у логоре у унутрашњости Монархије депортовано 16.577 грађана Србије: 4.399 у Ашах, 4.252 у Браунау, 4.667 у Хајнрихсгрин, 593 у Нежидер”, а осталих 1.576 је распоређено у радне логоре. | ” |

## Интернирање становништва за време окупације Србије (1915—1918)
После повлачења српске војске пред надмоћним аустроугарским, немачким и бугарским снагама крајем новембра 1915. године, почетком децембра 1915. године, Централне силе поделиле су Србију на аустроугарску и бугарску окупациону зону, док је немачка војска имала своју такозвану етапну зону.
У Краљевини Србији 1915-1918. године наставило се са интернирањем цивилног становништва, када су поново први на удару били сви који су сматрани војно способним, тј. способни да носе оружје. Интернирање се спроводило и као политичко‒полицијска мера према члановима одређених цивилних или
криминалних група које су по аустроугарским мерилима биле опасне по државни поредак.
У те категорије сврстани су и они који су пре и током рата на било који начин омаловажавали аустроугарску државу и вршили пропаганду против ње, затим чланови предратних патриотских организација и удружења, итд. Интернирање је било и једна од казнених мера за неиспуњавање законских прописа и наредби окупационе власти, неиспоруку тражених количина сеоских производа,
итд.
Одмах по уласку у Србију 1. јануара 1916. команда аустроугарске војске издала је наредбу, на свом окупационом подручју образовала је Војно-генерални гувернман, који је обухватао град Београд и још дванаест округа, да се започне са масовним интернирањем становништва, које је масовно спроведено четири пута:
Прво интернирање
Спроведено је одмах након успостављања окупационе управе. Тада је одведено од 20.000 до 25.000 људи, углавном заробљених српских војника.
Друго интернирање
Спроведено је када је 1916. године Румунија ушла у рат, јер су се у Србији очекивали устанци и немири. Тако је, на пример, у лето 1916. године из Београда интернирана 491 особа, из Крушевца 132, из Шапца 114, из Ваљева 52, из Ужица 41, из Крагујевца 47 и Смедерева 175. До новембра 1916. интернирано је око 16.500 лица. Крајем 1916. година аустроугарска Врховна команда наредила је властима у окупираној Србији да више не смеју да интернирају децу млађу од 17 година, жене и мушкарце старије од 50 година, као ни војно неспособне мушкарце између 17 и 50 година.
Треће интернирање
Уследила је на пролеће 1917. након Топличког устанка. Тада су у интернацију најчешће одвођени четници који су се предали војним властима.
Четврто интернирање
Четврта масовна интернација била је у септембру 1918. године, када су српска војска и трупе Антанте извршиле пробој Солунског фронта.

## Критеријуми и категорије за интернирање
Интернирање грађана Краљевине Србије у заробљеничке логоре може се поделити по два критеријума — према статусу интернираних особа на војнике и цивиле и другом територијалном, по државама у које су били интернирани (Аустроугарску, Немачку, Бугарску и Турску).

### Интернирање према статусу

#### Прва група
Иако су Аустроугарска, Немачка, Бугарска и Турска биле потписнице Хашких и Женевских конвенција из 1899, 1906. и 1907. године, оне су током ратних операција 1914. године са привремено окупираних територија Краљевине Србије, интернирале цивилно, неборачко становништво у заробљеничке логоре под изговором да интернирају „војнике” односно „заостале” војне обвезнике старости од 18‒45 година који нису били мобилисани, као и да је становништво пружало оружани отпор због чега су сматрани борцима, а не цивилима.
Ако се ово образложење могло и прихватити, било ком разумном и хуманом бићу тога доба било је тешко да схвати и прихватити оправдања, зашто су деца до 14 година, старци и жене сматрани за војне обвезнике, и како су то они били устању да пруже организовани оружани отпор.
Овај нехуман процес се наставио и све време окупацији целокупне територије Краљевине Србије од 1915 — 1918. године, из више разлога:
- Наставак интернирано цивилног становништва, које је и даље сматрано војно способним да носи оружје.
- Спровођења политичко‒полицијских мера према члановима одређених цивилних или криминалних група које су по аустроугарским мерилима биле опасне по државни поредак. У те категорије сврстани су и они који су пре и током рата на било који начин омаловажавали аустроугарску државу и вршили пропаганду против ње, затим чланови предратних патриотских организација и удружења...[9]
- Као казнена мера због неиспуњавање законских прописа и наредби окупационе власти, неиспоруке тражених количина пољопривредних производа и друго.[10]

Заробљени војници држани су прво у тзв. „пролазним логорима”, из којих су касније транспортовани у заробљеничке који на почетку рата нису били у потпуности изграђени или што је био чест случај, нису могли да приме довољан број људи. Др Живко Топаловић, правника и политичар који је и сам био аустроугарски ратни заробљеник, овако је описује судбину ових заробљеника: 
| „ | Ти су људи били у најтежим приликама што се уопште могло бити. Изморени страховитим штрапацима и борбом, оскудицом и непрестаним великим напрезањем и пешачењем у току спровођења до на север Мађарске, они су поцепани, без одеће, гладни, јадни стигли до места где је требало да се изврши интернирање. Али тамо подигнутих логора за заробљенике није било. | ” |

Заробљени војници су у највећем броју интернирани у логоре: 
- Естергом Кењермецо (Еsztergon Kenyermezö) након битке на Церу. Естрогом Кењермецо се налазио у Мађарској и формиран је крајем августа 1914. године.
- Нађмеђер  (Nagymegyer) након борби у Срему. Логор Нађмеђер је формиран у августу  1914. године у близини истоименог насеља, данас Чалово у Републици Словачкој.
- Маутхаузен (Mauthausen) и Болдогасоњ, након битака на Дрини и Колубари. Маутхаузен је формиран у септембру 1914. године и налазио се у близини града Линца у Горњој Аустрији. У Маутхаузен су осим српских, крајем 1915. године интернирани и италијански ратни заробљеници.

#### Друга група
Другу категорија интернираних чинили су заробљени официри, подофицири и војници војске Краљевине Србије који са статусом ратних заробљеника, према међународним уговорима и Одредбама Хашке конвенције из 1907. године.
Из ове категорије официри су имали привилегован третман у односу на остале ратне заробљенике и били су углавном смештени одвојено од подофицира и војника.

### Интернирање по територијама
Аустријанци су прве концентрационе логоре у Великом рату намењен управо за грађана Краљевине Србије, чију су земљу напали и окупирали и тако отпочели Први светски рат, на делу Аустрије и делу Угарске, прво у импровизоване пролазне логоре, као што били, логори наведени у овој табели:  
| Први импровизовани логори или места за интернирање у Аустроугарској монархији, основани 1914. | Први импровизовани логори или места за интернирање у Аустроугарској монархији, основани 1914. |
| Аустријски део монархије                                                                      | Угарски део монархије                                                                         |
| --------------------------------------------------------------------------------------------- | --------------------------------------------------------------------------------------------- |
| - Логор Дрозендорф - Логор Карлштајн - Логор Илмау - Логор Гросау - Логор Куфштајн            | - Логор Ђенђеш - Логор Вац - Логор Лугош - Логор Арад                                         |

Касније су окупатори и савезници Аустроугарске, оснивале логоре у Немачкој и Бугарској, а један број грађана Краљевине Србије пребацивали су и у Турску.
| Десет највећих логора Аустроугарске за време Првог светског рата, у које су интернирани грађани Краљевине Србије током Великог рата | Десет највећих логора Аустроугарске за време Првог светског рата, у које су интернирани грађани Краљевине Србије током Великог рата | Десет највећих логора Аустроугарске за време Првог светског рата, у које су интернирани грађани Краљевине Србије током Великог рата | Десет највећих логора Аустроугарске за време Првог светског рата, у које су интернирани грађани Краљевине Србије током Великог рата | Десет највећих логора Аустроугарске за време Првог светског рата, у које су интернирани грађани Краљевине Србије током Великог рата |
| Логор | Укупно логораша | Број српских логораша | До сада утврђено српских жртава | Процена српских жртава |
| --- | --- | --- | --- | --- |
| 1. Арадска тврђава | – | 11.000–15.000 | 4.317 | > 4.317 |
| 2. Добој | – | 45.791 | 8.000 | 10.000–12.000 |
| 3. Нађмеђер | – | 21.000 | 5.927 | > 7.000 |
| 4. Нежидер | – | 14.500 | 9.700 | > 9.700 |
| 5. Болдогасоњ | – | 11.613 (1916) | 11.613 | 7.000 > 7.000 |
| 6. Шопроњек | 35.000–40.000 | 25.000+3.000 | 5.715 | > 5.715 |
| 7. Маутхаузен | 40.000 | 15.000 | 8.256 | > 8.256 |
| 8. Ашах на Дунаву | – | 10.903 | 5.362 | > 5.362 |
| 9. Јиндриховице | 66.000 | 40.000 | 2.573 гробних м. | > 2.573 |
| 10. Браунау | 35.000 | 35.000 | 2.674 гробних м. | > 2.674 |
| Укупно | 299.807 | 236.807 | 59.524 | > 64.597 |

Најновија истраживања која су базирана на изворима првог реда нам за сада дају значајно другачије податке за Краљевину Србију и они износе: Аустрија око 25.000, Мађарска око 2.000, Чешка и Словачка око 11.000, Румунија око 2.000 и Босна и Херцеговина око 1.000. Укупно око 41.000 умрлих.

## Живот у логору
Радна обавеза

Сви интернирци су имали радну обавезу која се разликовала од њиховог интелектуалног, материјалног статуса, стручности и узраста. Рад је био строго испланиран и организован и на њега се ишло без обзира на временске услове. Званично радно време, које се није увек поштовало, је било од 7-14 часова.
| „ | Првенствено су били ангажовани на оним радовима које су аустроугарски грађани избегавали или одбијали. Српски логораши радили су у рудницима угља, каменоломима, у фабрикама, посебно наоружања, хемијских средстава и војне опреме, градили су путеве, пруге, водоводе, регулисали водотоке, секли и транспортовали дрва и грађу, чак по снегу и мразу на Карпатима, преносили на леђима разне товаре преко пољско-руских мочвара, обрађивали пољопривредна имања велепоседника итд. Без заштитних средстава, хране, одеће, обуће, хигијене, санитета и одмора терани су и малтретирани да што дуже раде да би постигли што већи учинак. | ” |

Исхрана
Првих неколико месеци постојања логора храна је била задовољавајућа и по квалитету и по квантитету. Убрзо је постала лошија у сваком смислу тако да је 1915. у логору завладала глад, а за њом и болест. Владе Краљевине Србије и Црне Горе су од 1917. слале пакете са храном у све логоре, па и у Нежидер, тако да су спасени неки животи. Београдски трговац Димитрије С. Биба био је 1918. године члан Комитета за примање намирница у логору интернираних Нежидер.{{цитирање|У прво време, према нормама исхране, логораши су дневно добијали један кувани оброк, углавном једноличан и неукусан (редак кромпир, купус, шећерна и сточна репа и врло ретко – редак пасуљ), а ујутру и увече ерзацкафу. Уз то су добијали по један хлеб од 750 грама, који је дељен на тројицу, и „једном недељно сваки робијаш је добијао 100 грама меса – крвавице и саламуре”. Касније, уместо и таквог варива, кувана је чорба у којој је на 3.000 литара воде стављано „по неколико килограма млевене траве, жуте или сточне репе или лишћа од купуса” без масти или меса [Ђуковић, 2002]. Хлеб је смањен на 500 грама, и то са измењеним саставом на трећину хлебног брашна, а остало је била проја, млевени кестен и др. На крају хлеб је сведен на 350 грама на тројицу логораша. Норме хране биле су спале испод биолошког минимума, тако да су људи чупали и јели траву по логорима, а са животињама се 229 отимали око помија на ђубриштима. Велики, ако не и највећи, број умирао је од глади и са лудачким халуцинацијама.
Здравствена заштита
Брига о здрављу логораша није била адекватна. Колико је била лоша илуструје примере, да су логораши болницу звали „чекаоница смрти”.
| „ | Недостајали су лекари, болничари, лекови, просторије за болеснике и др., због чега таква служба није могла ни да спречи ни да излечи болести које су масовно харале. Чак је у неким случајевима ширења епидемије званично лекарско особље напуштало логоре и заражене остављало на бригу лекарима из редова логораша, којих је такође било мало. | ” |

Заразе, повреде и болести од којих је преминуо највећи број логораша биле су:
| - пегави и трбушни тифус, - дизентерија, - туберкулоза, - запаљење плућа, - запаљење бубрега, - запаљење трбушне марамице, | - гангрена, - менингитис, - последица рањавања, - последице склерозе, - маларија, - запаљења слепог црева и др |

Коресподенција, кажњавање и културни живот
Постојала је могућност поштанске кореспонденције. Писма и пошиљке су путовали по више месеци од једног до другог одредишта.
Логораши су свакодневно, у било које доба дана или ноћи, без основа, кажњавани или тучени корбачем, кундаком, шамаром
Дозвољено им је да, у складу са условима, организују неки вид културног и забавног живота (позориште, мешовити хор, хор свештеника, оркестар).
За децу од 7-15 година је у пролеће 1916, највероватније под притиском неких хуманитарних организација, отворена је школа. 

## Епилог
На мировној конференцију у Версају 1919. поднесен је извештај по којем је укупан број српских
војних заробљеника у Аустроугарској, Немачкој и Бугарској износио 182.000 - од тога 147.677 у Аустроугарској. Међутим само у децембру 1914. Аустроугарска броји 200.000 заробљеника. Највећи недостатак уписа српских заробљеника у протоколе уочава се управо код оних који су били на присилном раду на италијанском фронту и у Османском царству, местима високе стопе смртности. 